# Білий термонський кріль
Ця порода кролів має дві назви — білий термондський і французький термонд (хоча виведена не у Франції, а у франкомовній Бельгії).

## Історія
Початок породі дав бельгійський велетень , виведений в свою чергу на стику XIX—XX століть шляхом тривалого відбору найбільш життєздатних альбіносів породи фландр.
Свій внесок в генетику породи внесли також бельгійський велетень і беверен. Тому фахівці визначають породу білий термондський як досить посередню ланка між цими двома породами. Проте, породі вдалося зберегти в собі ряд кращих характеристик своїх попередників і отримати завдяки їм досить широке поширення в країнах Європи та СНД. У країни СНД білий термондский кролик потрапив порівняно недавно, в кінці 70-х років ХХ століття через Польщу.

## Біологічні характеристики
Основні ознаки термондської породи:
- гармонійна статура (тулуб довгий з м'язистим широким задом);
- голова з червоними очима посаджена на досить довгу шию, плавно переходить в тулуб;
- вуха довжиною 13-15 см, середньої товщини, волохаті і закруглені на кінцях;
- шерсть середньої густини довжиною 3 см, але міцна і пружна, завжди біла, але не блискуча.

Білий термондський кролик добре переносить особливості клімату і погоди європейської частини СНД, витривалий, невибагливий в їжі і плідний. Правда, на догоду цим якостям втратив в результаті селекції високі вагові кондиції своїх попередників. У віці восьми місяців маса тіла кролика породи білий термондський коливається в межах 3,5-5,7 кг.